# Jokerit Helsinki
Jokerit Helsinki je finski hokejski klub iz Helsinkov, ki je bil ustanovljen leta 1967. S šestimi naslovi finskega državnega prvaka je eden uspešnejših finskih klubov. 

## Lovorike
- Finska liga: 6 (1972/73, 1991/92, 1993/94, 1995/96, 1996/97, 2001/02)

## Upokojene številke
- 5 - Esa Tikkanen
- 17 - Jari Kurri
- 24 - Waltteri Immonen
- 73 - Tim Thomas
- 91 - Otakar Janecký